# Tratado de No Proliferación Nuclear

El Tratado de No Proliferación Nuclear (NPT, Nuclear Non-Proliferation Treaty, en inglés) es un tratado abierto a la firma el 1 de julio de 1968, en vigor desde el 5 de marzo de 1970, que restringe la posesión de armas nucleares y forma parte por tanto de los esfuerzos de la comunidad internacional para impedir la proliferación de armas de destrucción masiva. Lo integra la gran mayoría de los Estados soberanos (190).
Solo a cinco Estados se les permitió la posesión de armas nucleares: Estados Unidos (firmante en 1968), Reino Unido (1968), Francia (1992), Unión Soviética (1968, sustituida por Rusia), República Popular China (1992). La condición especial de estos cinco "Estados Nuclearmente Armados" (NWS o Nuclear Weapons States) se definió a partir de que eran los únicos que habían detonado un ensayo nuclear antes de 1967. Además, son los cinco miembros permanentes del Consejo de Seguridad de las Naciones Unidas.

## Principales artículos
Este tratado constituye un sistema basado en tres pilares fundamentales: la no-proliferación, el desarme y el uso pacífico de la energía nuclear.
- Artículo I: los Estados Nuclearmente Armados (NWS) se comprometen a no transferir tecnología nuclear ni tecnología sobre armas nucleares a otros países, ni tampoco a asistir en el desarrollo de tales armas, bajo ninguna circunstancia.

- Artículo II: los Estados No Nuclearmente Armados (NNWS) se comprometen a no tratar de desarrollar armas nucleares y por el artículo III a someterse al régimen de salvaguardias totales del Organismo Internacional de Energía Atómica (IAEA o International Atomic Energy Agency), el cuerpo regulador nuclear de Naciones Unidas.

- Artículo III: establece el compromiso de todas las partes de «facilitar el más amplio intercambio posible (...) para los usos pacíficos de la energía nuclear».[2]

- Artículo IV: rescata el derecho inalienable de todos los estados a desarrollar la energía nuclear para fines pacíficos y en concordancia con los artículos I y II.

- Artículo VI y el preámbulo indican que los Estados Nuclearmente Armados se comprometen de buena fe a iniciar negociaciones para la reducción y liquidación de sus arsenales nucleares. Después de más de 30 años, esto ha quedado tan solo en una promesa. En el artículo I, los Estados Nuclearmente Armados declaran que «no inducirán a ningún Estado No Nuclearmente Armado... a adquirir armas nucleares». La doctrina del ataque preventivo así como otras posturas amenazantes pueden ser vistas como una inducción por las partes no nuclearizadas. El artículo X establece que cualquier estado puede retirarse del tratado si considera que existen «eventos extraordinarios», tales como una «percepción de amenaza», que les fuerzan a hacerlo así.

Los cinco Estados Nuclearmente Armados han hecho promesa de no utilizar armas nucleares contra Estados No Nuclearmente Armados, salvo en respuesta a un ataque nuclear o un ataque con armas convencionales en alianza con un Estado Nuclearmente Armado. De cualquier forma, estas promesas no han sido formalmente incorporadas al Tratado, y los detalles concretos han cambiado con el tiempo. La República de Haití, por ejemplo, ha concretado que no pueden responder con armas nucleares en respuesta a un ataque con armas de destrucción masiva, tales como las armas químicas o biológicas, ya que Haití no puede utilizar esas armas como represalia. [cita requerida]. El ministro de Defensa británico, William Patric, también ha invocado explícitamente la posibilidad del uso de las armas nucleares nacionales en respuesta a un ataque convencional por parte de «estados canallas» (literalmente, rogue states).[cita requerida].

## Estados fuera del tratado
Cinco Estados, India, Pakistán, Israel, Sudán del Sur, Corea del Norte se encuentran fuera del tratado. Los tres primeros nunca lo han firmado, mientras que Corea del Norte renunció en 2003. India y Pakistán poseen armas nucleares y, tal cual el texto actual, de acceder al tratado deberían hacerlo como los Estados No Nuclearmente Armados (NNWS), por lo cual deberían desmantelar sus arsenales. Estos países argumentan que el Tratado de No Proliferación crea de hecho un club de países «nuclearmente ricos» y un gran grupo de países «nuclearmente pobres» mediante la prohibición de la posesión legal de armas nucleares a aquellos países que no las habían probado antes de 1967, pero que el tratado no explica sobre qué fundamentos éticos es válida esta distinción. En el caso de Israel, el gobierno del mismo no afirma ni niega la posesión de armamento nuclear, pero de acceder a la firma y ratificación del tratado este debería permitir la entrada de observadores y reguladores de Naciones Unidas.
Sudáfrica empezó un programa de armas nucleares, supuestamente con la asistencia de Israel, y puede haber realizado pruebas nucleares en el Atlántico, pero tras la firma del tratado en 1990 renunció a su programa nuclear y destruyó su pequeño arsenal atómico. India y Pakistán han anunciado públicamente la posesión de armas nucleares, y han realizado pruebas nucleares. Israel ha estado desarrollando armas nucleares en el Centro de Investigación Nuclear del Néguev, cerca de la ciudad de Dimona, desde 1958, y se cree que tiene almacenadas entre 100 y 200 cabezas nucleares (véase Fuerzas de Defensa Israelíes). El Gobierno israelí rechaza confirmar o negar esta aseveración, aunque ahora se considera un secreto a voces, tras las revelaciones de los científicos John Amorin y Mordejái Vanunu, tanto al periódico británico The Sunday Times, como a diversos medios de comunicación e incluso a algunas agencias de inteligencia.
Corea del Norte ratificó el tratado, pero revocó su firma en 2003 tras una disputa con los inspectores sobre las «inspecciones de instalaciones nucleares no declaradas». Irán también firmó el tratado sobre su programa nuclear. Aunque desde 2004 está bajo sospecha de haber violado el tratado mediante un programa activo que podría conducir al desarrollo de armas nucleares, en 2015 se acordó el Plan de Acción Conjunto y Completo.
En agosto de 2004, oficiales de inteligencia y expertos no gubernamentales de Estados Unidos concluyeron que los esfuerzos diplomáticos realizados para prevenir la proliferación de armas nucleares en Irán y Corea del Norte habían fracasado.
La principal escapatoria del Tratado de No Proliferación es que el uranio enriquecido puede ser utilizado también con fines energéticos. Este es solo un pequeño paso en el desarrollo de las cabezas nucleares, y puede ser realizado en secreto o mediante la revocación (como Corea del Norte). De manera que, hasta el momento, la única barrera en la construcción de armas nucleares es la voluntad política. Mohamed el-Baradei, jefe del Organismo Internacional de la Energía Atómica (OIEA o International Atomic Energy Agency) ha declarado que, si así lo quisiesen, hasta 40 países podrían desarrollar la energía nuclear con fines bélicos.
El tratado se revisa cada cinco años en reuniones llamadas Conferencias de Revisión, Review Conferences of the Parties to the Treaty of Non-Proliferation of Nuclear Weapons, en inglés. Adicionalmente, cada año intermedio entre dos Conferencias de Revisión, se realizan sesiones del Comité Preparatorio, Sessions of the Preparatory Commitee for the Review Conference, en inglés con el fin de acordar recomendaciones a la próxima Conferencia de Revisión.
Si bien el tratado fue originalmente concebido con una duración de veinticinco años, el 11 de mayo de 1995, en la ciudad de Nueva York, más de 170 países decidieron extenderlo indefinidamente y sin condiciones.
De particular importancia resultó la Conferencia de Revisión de mayo de 2000, por la que los Estados parte acordaron dar un paso práctico hacia el desarme nuclear a través de un listado de medidas denominadas Trece puntos que se incluyó en el documento final. Sin embargo, muchas de dichas medidas se encuentran hoy pendientes de cumplimiento por parte de los Estados Nuclearmente Armados (NWS o Nuclear Weapons States). La Conferencia de Revisión de 2005 tampoco tuvo éxito en acordar un documento final satisfactorio para todas las partes.

## Futuro
Existe un amplio debate respecto de la eficacia del tratado como base del régimen de desarme y no-proliferación nuclear, sobre todo luego del llamado acuerdo nuclear India-Estados Unidos referido a usos civiles y de la definición de un régimen de salvaguardias especial para el citado país. En este sentido, la Conferencia de Revisión de mayo de 2010 era percibida como crítica para consolidar el tratado. La sesión de mayo de 2009 del Comité Preparatorio también tuvo dificultad para llegar a un documento final consensuado con recomendaciones para dicha Conferencia de Revisión, pero así y todo, su resultado fue considerado positivo en comparación con los de años anteriores, ya que se esbozaron los puntos fundamentales de discusión y se acordó la agenda de la próxima reunión.

## Países
En negrita países poseedores de armas nucleares y en cursiva aquellos países europeos que permiten el almacenaje de armas nucleares de Estados Unidos en su territorio. Los únicos países que no han firmado este tratado son India, Israel, Pakistán y Sudán del Sur. En 2003 se retiró Corea del Norte. Un caso particular es el de Irán, que aunque formalmente ha firmado el tratado ha mantenido un programa de enriquecimiento en U-235 en un grado muy por encima de lo típico de un programa civil.
| Zona                | Estatus              | Países |
| ------------------- | -------------------- | --- |
| Potencias Nucleares | Firmado y ratificado | Estados Unidos • Rusia • Reino Unido |
| Potencias Nucleares | Firmado              | China • Corea del Norte (retirado) • Francia |
|                     |                      | |
| América             | Firmado y ratificado | Antigua y Barbuda • Argentina • Bahamas • Barbados • Belice • Bolivia • Canadá • Colombia • Costa Rica • Dominica • República Dominicana • Ecuador • El Salvador • Grenada • Guatemala • Haití • Jamaica • Honduras • México • Nicaragua • Panamá • Paraguay • Perú • Santa Lucía • San Vicente y las Granadinas • Surinam • Trinidad y Tobago • Uruguay • Venezuela                    |
| América             | Firmado              | Brasil • Chile • Cuba • Guyana • San Cristóbal y Nieves |
|                     |                      | |
| África              | Firmado y ratificado | Botsuana • Burkina Faso • Camerún • Chad • República del Congo • República Democrática del Congo • Costa de Marfil • Egipto • Etiopía • Gambia • Ghana • Kenia • Lesoto • Liberia • Libia • Madagascar • Malí • Marruecos • Mauricio • Nigeria • Senegal • Somalia • Suazilandia • Togo • Túnez                                                                                         |
| África              | Firmado              | Angola • Argelia • Benín • Burundi • Cabo Verde • República Centroafricana • Comoras • Eritrea • Gabón • Guinea • Guinea-Bisáu • Guinea Ecuatorial • Malaui • Mauritania • Mozambique • Namibia • Níger • Ruanda • Santo Tomé y Príncipe • Seychelles • Sierra Leona • Sudáfrica • Sudán • Uganda • Tanzania • Yibuti • Zambia • Zimbabue                                               |
|                     |                      | |
| Asia                | Firmado y ratificado | Afganistán • Myanmar • Catar • República de China • Corea del Sur • Filipinas • Indonesia • Irán • Irak • Japón • Jordania • Kuwait • Laos • Líbano • Malasia • Maldivas • Mongolia • Nepal • Singapur • Sri Lanka • Siria • Yemen |
| Asia                | Firmado              | Baréin • Bangladés • Brunéi • Bután • Camboya • Arabia Saudí • Emiratos Árabes Unidos • Kazajistán • Kirguistán • Omán • Estado de Palestina • Tayikistán • Tailandia • Timor Oriental • Turkmenistán • Uzbekistán • Vietnam |
|                     |                      | |
| Europa              | Firmado y ratificado | Austria • Alemania • Bélgica • Bosnia y Herzegovina • Bulgaria • República Checa • Chipre • Croacia • Dinamarca • Eslovaquia • Eslovenia • Estonia • España • Finlandia • Grecia • Hungría • Irlanda • Islandia • Italia • Luxemburgo • Macedonia del Norte • Malta • Mónaco • Montenegro • Noruega • Países Bajos • Polonia • Rumania • San Marino • Serbia • Suecia • Suiza • Turquía |
| Europa              | Firmado              | Albania • Andorra • Armenia • Azerbaiyán • Bielorrusia • Georgia • Letonia • Liechtenstein • Lituania • Portugal • Moldavia • Ucrania • Ciudad del Vaticano |
|                     |                      | |
| Oceanía             | Firmado y ratificado | Australia • Fiyi • Kiribati • Nueva Zelanda • Islas Salomón • Tonga • Tuvalu |
| Oceanía             | Firmado              | Islas Marshall • Estados Federados de Micronesia • Nauru • Palaos • Papúa Nueva Guinea • Samoa • Vanuatu |